# Португало-египетская война
Португало-египетская война — военный конфликт между Мамлюкским Египтом и колониалистской Португалией за господство в Индийском океане в первой половине XVI века.

## Предпосылки
После португальской бомбардировки Каликута Второй Португальской Индийской Армадой во главе с Кабралом в 1500—1501 годах торговля пряностями между Индией и Европой через Египет, Турцию и Венецию заметно уменьшилась, что сказалось на росте цен. С этого времени португальцы начали захватывать и топить арабские торговые суда в Индийском океане. В 1503 году ими был разграблен и потоплен один египетский корабль. В 1504 году 17 арабских судов были уничтожены португальцами в индийском порту Панан.
В 1504 году мамлюкский султан Кансух аль-Гаури направил посольство к Папе римскому во главе с настоятелем Синайского монастыря, предупредив, что если Папа не остановит грабежи португальцев, то он развернёт гонения на христиан в Египте и Палестине, а также разрушит христианские святыни на Святой земле.
В 1504 году венецианцы, разделявшие с мамлюками общие интересы в торговле пряностями, направили в Каир посольство во главе с Франческо Тельди. Тельди попытался настроить мамлюкского султана Кансуха ал-Гаури против португальцев, предложив мамлюкам заблокировать португальский флот в морских портах, побудить индийских князей Кочина и Каннура прервать торговлю пряностями с португальцами и заключить военные союзы с султанами Каликута и Камбея. Непосредственно ввязаться в вооружённый конфликт Венецианская республика не решилась, хотя были установлены союзнические отношения между двумя странами, и венецианцы в ходе Войны Камбрейской лиги снабжали мамлюкский флот оружием и квалифицированными корабелами.

Во время правления ал-Гаури дальновидная политика привела султана вступить в союз с венецианцами, чтобы противостоять утверждению португальцев в Индии. К сожалению, флот мамлюков имел недостаточную огневую мощь.— 
Мамлюкские войска имели плохое представление о военно-морском деле, обычно участвуя в сухопутных операциях.

Война против португальцев, будучи главным образом морской войной, была полностью чужда мамлюкам… Флот и все, что связано с ним, презиралось … мамлюкскими всадниками.— 
Вместе с тем необходимость этой войны для поднятия египетской экономики (до появления португальцев процветавшей благодаря посредничеству в торговле пряностями) осознавалась мамлюкским султаном Кансухом ал-Гаури.

## Мамлюкская военная экспедиция (1505—1507)
В 1505 году мамлюкский флот по приказу султана Кансуха ал-Гаури выступил в поход против португальцев. Экипаж судов и корабелы были набраны по всему Восточному Средиземноморью. Поддержку в создании флота оказала Османская империя, поставлявшая древесину и оружие. Экспедиция во главе с Амиром Хусейном ал-Курди отплыла из Суэца в ноябре и вскоре достигла Джидды, где флот остановился для ремонта крепостных сооружений города. Далее планировался переход в Аден.
В августе-сентябре 1507 года египетский флот, состоящий примерно из 50 судов, был размещён в Адене, готовясь отплыть в Индию.

## Действия португальцев в Индийском океане (1505—1507)

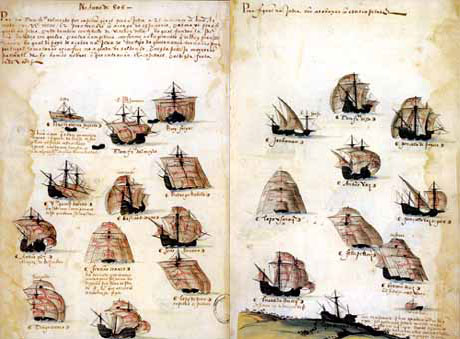
Седьмая Португальская Индийская Армада, сражавшаяся в Индийском океане с 1505 года.

В марте 1505 года из Лиссабона отплывает Седьмая Португальская Индийская Армада в составе 21 (или 22) кораблей во главе с Франсишку ди Алмейда, которая достигла побережья Индии в сентябре того же года.
В 1506 году другой португальский флот под начальством Афонсу д’Албукерки после очередной победы и потопления мусульманских кораблей подошёл к берегам Аравии, продолжая грабёж торговых судов. В 1507 году португальская флотилия, состоящая примерно из 20 судов, вошла в Красное море и потопила одно индийское торговое судно. Это событие поставило торговлю между Мамлюкским султанатом и Индией на грань краха. Португальцы попытались создать военную базу на Сокотре в 1507 году, чтобы остановить торговлю пряностями через Красное море, но встретили сопротивление местного населения и спустя несколько месяцев покинули остров.

## Борьба за Каннанур (1506—1507)
В марте 1506 года у индийского города Каннанур большой флот Каликута потерпел поражение от португальцев во главе с Лоуренсу ди Алмейда. После поражения на море индийские войска княжества Каликут попытались взять захваченный португальцами Каннанур с суши. Осада города продолжалась четыре месяца, с апреля по август 1507 года, и была прервана появлением португальской флотилии из Сокотры и высадкой на берег значительного португальского отряда. В результате было заключено перемирие, город Каннанур остался в руках португальцев.

## Битва при Чауле (1508)
Мамлюкский флот во главе с Амиром Хусейном ал-Курди отплыл из Адена в Индию в 1507 году. Там он объединился с кораблями из Каликута и флотом мусульманского султаната Гуджарат, являвшимся крупнейшим в Индии. Во главе индийских кораблей встал мамлюкский адмирал русского происхождения Малик Айяз, являвшийся губернатором Диу.

Мамлюкский флот был тепло встречен в Диу его губернатором Маликом Айязом, русским мамлюком, который получил покровительство правителя Гуджарата. Гуджарат, который торговал главным образом через Красное море и Египет, продолжил сопротивляться португальцам.— 
Объединённый египетско-индийский флот в марте 1508 года в сражении при Чауле разбил португальский флот. В битве погиб Лоуренсу ди Алмейда, сын вице-короля Индии Франсишку ди Алмейда, множество португальцев попало в плен.

## Битва при Диу (1509)

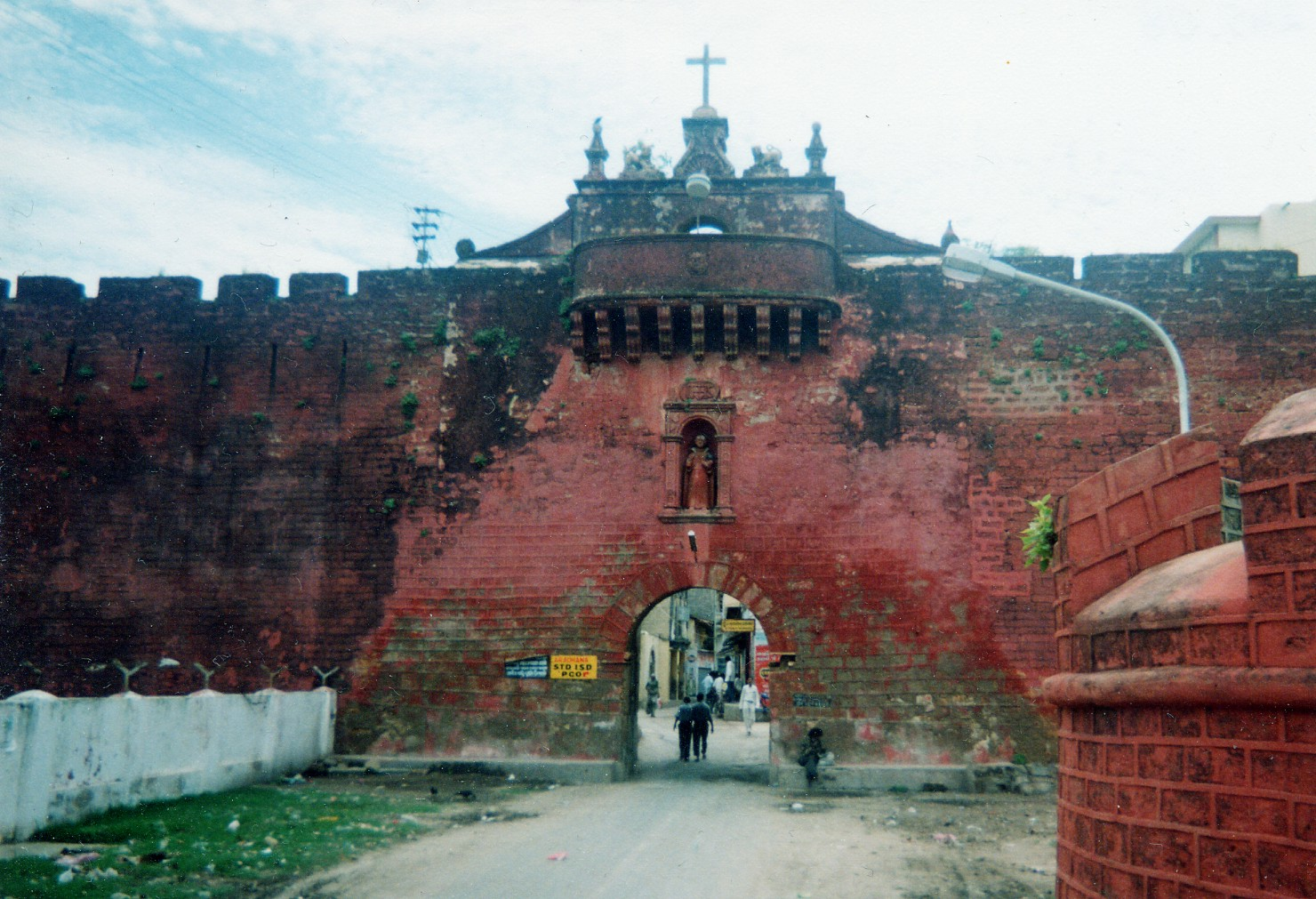
Португальская крепость в Диу.

Спустя год после поражения при Чауле португальцы смогли взять реванш. 3 февраля 1509 года в сражении у города Диу португальский флот во главе с Франсишку ди Алмейда разгромил объединенный флот Мамлюкского султаната, Каликута и Гуджарата.
Сопротивление мамлюков действиям португальцев в Индийском океане предотвратило полную блокаду Красного моря. Однако, торговля стала более опасной, что оказалось достаточным, чтобы взвинтить цены на пряности до астрономического уровня. Всё это отрицательно сказалось на экономике Египта, сильно зависевшей от торговых путей, проходивших по территории страны.

## Захват Гоа (1510)
В феврале 1510 года после кратковременной осады португальские войска во главе с губернатором Индии Афонсу д’Албукерки захватили Гоа, но уже в мае войска Биджапурского султаната отбили крепость. Однако через 3 месяца португальцы вернулись. Афонсу д’Албукерки во главе большого флота из 34 судов в ноябре-декабре 1510 года вновь подошёл к Гоа. К 10 декабря город был взят, последние биджапурские и турецкие отряды капитулировали.

## Дипломатия

### Венецианская дипломатия

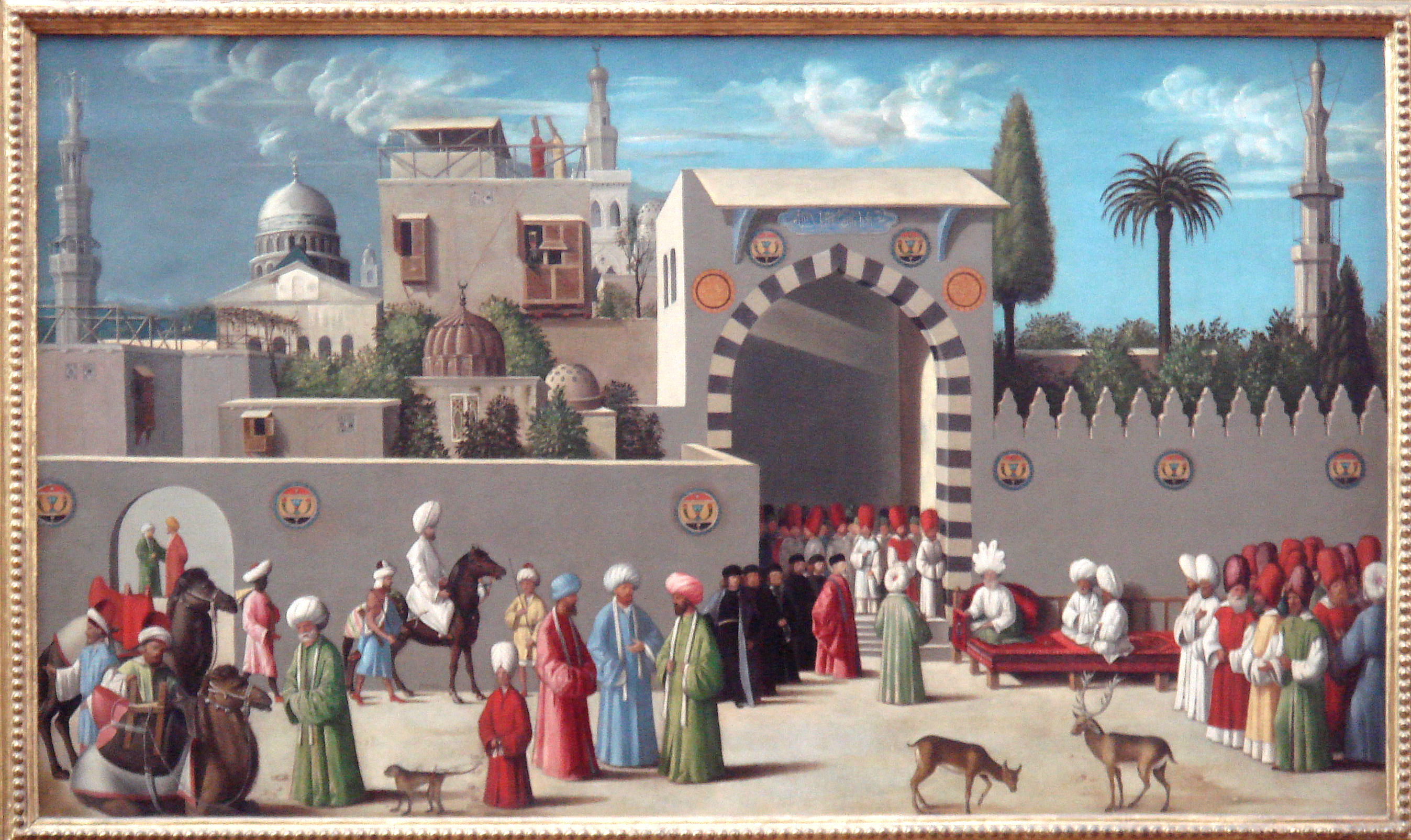
Венецианское посольство в Дамаске в 1511 году.

Мамлюки пытались добиться осуждения действий португальцев Папой римским и помощи венецианцев в боевых действиях в Индийском океане, но Венеция так и не решилась объявить Португалии войну.
Венеция после подписания дожем Андреа Гритти мирного договора в 1503 году и окончания турецко-венецианской войны находилась в мирных отношениях с Османской империей. В 1511 году соглашение было даже возобновлено. Венеция всячески поощряла Турцию поддержать Мамлюкский Египет и выступить в войне против португальцев. В 1511 году турецкий султан Баязид II даже отправил мамлюкам порох и лес для постройки флота.
Сближение было таким, что Венеция разрешила туркам снабжать продовольствием свои средиземноморские порты, в том числе на Кипре. Венеция также просила поддержки Османской империи в войне Камбрейской лиги, но тщетно.
В 1513 году венецианский посол в Каире Доменико Тревизан подписал мамлюкско-венецианский торговый договор. После этого Венеция всё более сближается с Османской империей.

### Португальско-персидский союз
Португалия опасалась возможности организации новых мамлюкских военных экспедиций, что привело к её сближению с Персией. Этот альянс позволил бы португальцам организовать новые военные базы на северном побережье Индийского океана. Переговоры между обеими странами шли в основном через губернатора Индии Афонсу д’Албукерки. В своём письме к персидскому шаху Исмаилу I Албукерки предложил организовать совместный поход против Османской империи и Мамлюкского Египта:

И если вы желаете уничтожить султана [Кансуха] на земле, вы можете рассчитывать на большую помощь на море от Армады короля, моего господина, и я верю, что с небольшими трудностями вы должны получить господство над городом Каиром и над всеми его царствами и владениями, и таким образом мой господин может оказать вам большую помощь на море против турок, и таким образом его флот на море и вы с вашими большими войсками и конницей на суше сможете соединиться, чтобы нанести им большой вред.— 

## Действия португальцев в Красном море (1513)
После победы в битве при Диу и уничтожения египетско-индийского флота португальцы попытались окончательно разрушить мусульманское торговое судоходство в этом регионе.
В 1513 году Афонсу д’Албукерки запланировал провести военную кампанию в Красном море с целью полностью остановить египетско-индийскую торговлю и предотвратить новые походы мамлюкского флота в Индийский океан. 7 февраля 1513 года португальский флот из 24 судов с 1 700 португальскими и 1 000 индийскими моряками отплыл из Гоа. 26 марта 1513 года флот достиг Адена, который португальцы попытались захватить, но безуспешно. В начале лета португальцы захватили и разграбили порт Камаран на Красном море. Дальнейшему продвижению флота в Джидду помешали встречные ветра, что вынудило португальцев вернуться в Индию, попутно вновь попытавшись захватить Аден.
Таким образом, Афонсу д’Албукерки не удалось остановить торговлю пряностями через Красное море и установить португальскую монополию на неё. Однако эта военная экспедиция показала всю ненадёжность положения крупнейших портов Красного моря — Суэца и Джидды. Всё это вынудило мамлюкского султана Кансуха ал-Гаури пойти на сближение со старым врагом — Османской империей.

## Аннексия Джидды (1517)
В 1514-1516 годах Османская империя помогала мамлюкским правителям против португальцев. Они предоставили адмирала по имени Сельман Рейс и оружие. Сельман Рейс возглавил группу левантийских вооруженных бойцов и создал артиллерийские укрепления в Джидде и Александрии. Однако это ослабило мамлюкские силы против Османов на Восточном фронте. Сельман Рейс отправился в Индийский океан, но не смог завоевать Йемен и Аден. В битве против португальцев Сельман Рейс успешно отразил их атаку и они покинули Джидду. В результате мамлюкский султанат был разгромлен Османами и его земли присоединены к Османской империи в 1517 году.

## Турецко-мамлюкский союз (1514—1516)

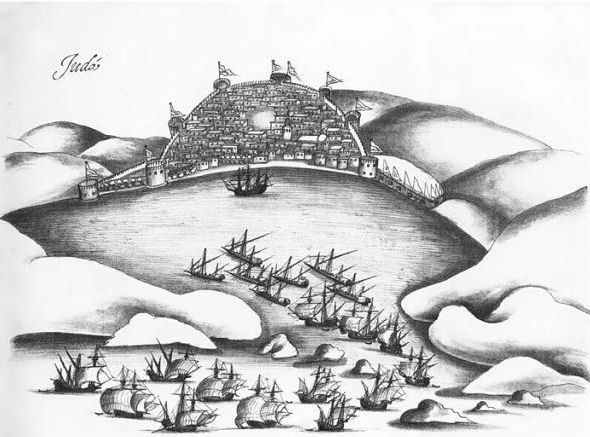
Турецко-мамлюкские войска обороняют Джидду при нападении португальцев в 1517 году.

В 1514—1516 годах Османская империя активно сотрудничала с Мамлюкским султанатом в борьбе с португальцами. В Египет был прислан турецкий адмирал Сельман Рейс, а также огнестрельное оружие. Сельман Рейс поступил на службу к мамлюкам и привёл с собой двухтысячный отряд, возможно, против желания турецкого султана Селима I. Войска встретились с султаном Кансухом ал-Гаури в Суэце в апреле 1514 года. Также была установлена артиллерия в Александрии и Джидде. Однако большие расходы на военные нужды и упадок торговли ослабили мощь Мамлюкского государства, которое уже не могло с прежней силой соперничать с Османской империей в Палестине. На постройку только одного флота ушло 
400 000 динаров.
30 сентября 1515 года мамлюкский флот во главе с Сельманом Рейсом и Хусейном ал-Курди в составе 19 кораблей отплыл из Суэца. На суда были набраны 3000 моряков, в том числе 1300 турецких солдат. Флот вскоре достиг Камарана, где солдаты отстроили разрушенную португальцами крепость. Затем союзный флот достиг Йемена, захватил Забид, но взять Аден в сентябре 1516 года не удалось. Поход оказался в целом неудачным, но египтянам удалось закрепиться на побережье Индийского океана, создав в Йемене опорную базу. В 1517 году союзному флоту удалось отбить нападение португальцев на Джидду.
В то же время мамлюкский султан Кансух аль-Гаури, обеспокоенный усилением Османской империи, во главе армии в 1516 году выдвинулся к Алеппо. Рядом с городом состоялось сражение, в результате которого египетская армия была полностью разбита турками. После победы Селим I довольно быстро подчинил себе всю Сирию и затем вторгся в Египет, где в январе 1517 года вновь разбил мамлюкское войско. Таким образом, в результате кратковременной османо-мамлюкской войны Мамлюкский султанат прекратил своё существование. Его земли вошли в состав Османской империи.

## Итоги и последствия
Португальцам так и не удалось полностью взять торговлю пряностями в свои руки, но основная часть специй теперь достигала Европы именно на португальских судах. После развала Мамлюкского султаната Османская империя взяла на себя задачу борьбы с португальцами в Индийском океане. В 1525 году турецкий флот в составе 18 судов под начальством Сельмана Рейса захватил Аден, что серьёзно ударило по позициям португальцев в этом регионе. В 1538 году турки даже попытались захватить Диу, но осада города окончилась неудачно.
Значение Египта на Ближнем Востоке после упадка торговли, произошедшего по вине португальцев, и потери независимости, заметно снизилось.